# Saint-Preuil
Saint-Preuil é uma comuna francesa na região administrativa da Nova Aquitânia, no departamento de Charente. Estende-se por uma área de 12,39 km². Em 2010 a comuna tinha 304 habitantes (densidade: 24,5 hab./km²).